# La Madalena de Corros
La Madalena de Corros (spanisch Corros) ist eine Parroquia in der Gemeinde Avilés, in der Autonomen Gemeinschaft Asturien im Norden Spaniens.
Die 584 Einwohner (2011) leben auf einer Fläche von 2,50 km².

## Sehenswürdigkeiten
- Pfarrkirche „Santa Maria Magdalena“ deren Fundamente auf die Römer zurückgehen.

## Dörfer und Weiler
| Name          | spanisch | Einwohner | Lage                    |
| ------------- | -------- | --------- | ----------------------- |
| L'Altamira    | Altamira | 12        | 43.219766 -6.615979 701 |
| L'Arabuya     | Arabuya  | 12        |                         |
| El Barrial    |          | 111       | 43.54927 -5.918056 14   |
| El Bretón     |          | 18        |                         |
| La Carrionina |          | 76        | 43.537958 -5.928616 63  |
| Castañeda     |          | 117       | 43.539706 -5.916319 103 |
| L'Aceba       | La Ceba  | 78        | 43.545645 -5.932808 60  |
| Ciruyeda      | Ceruyeda | 24        | 43.53481 -5.92259 33    |
| La Grandiella |          | unbewohnt |                         |
| La Peña       | La Pea   | 39        |                         |
| Piqueros      |          | 75        | 43.550813 -5.928628 26  |
| La Tabla      |          | 32        | 43.532191 -5.921602 47  |

### Andere Orte
- Corros
- El Molinón
- El Monte
- El Polígono
- El Xalé de los Valdesones
- L'Otero
- La Casuca
- La Iría Corros
- La Madalena
- La Polvorosa
- La Quintana
- La Vallina
- Les Cases de los Maestros
- Los Portuarios
- Piqueros de Baxo
- Piqueros de Riba
- Sarasuga
- Versalles